# Petscheckita
La petscheckita és un mineral de la classe dels òxids. Rep el nom en honor d'Eckehard Petsch (1939-), d'Idar-Oberstein, Alemanya.

## Característiques
La petscheckita és un òxid de fórmula química UFe(Nb,Ta)₂O₈. Va ser aprovada com a espècie vàlida per l'Associació Mineralògica Internacional l'any 1975, sent publicada per primera vegada el 1978. Cristal·litza en el sistema hexagonal. La seva duresa a l'escala de Mohs és 5.
Segons la classificació de Nickel-Strunz, la petscheckita pertany a «04.DH: Òxids amb proporció Metall:Oxigen = 1:2 i similars, amb cations grans (+- mida mitjana); plans que comparteixen costats d'octàedres» juntament amb els següents minerals: brannerita, ortobrannerita, thorutita, kassita, lucasita-(Ce), bariomicrolita, bariopiroclor, betafita, bismutomicrolita, calciobetafita, ceriopiroclor, cesstibtantita, jixianita, hidropiroclor, natrobistantita, plumbopiroclor, plumbomicrolita, plumbobetafita, estibiomicrolita, estronciopiroclor, estanomicrolita, estibiobetafita, uranpiroclor, itrobetafita, itropiroclor, fluornatromicrolita, bismutopiroclor, hidrokenoelsmoreïta, bismutostibiconita, oxiplumboromeïta, monimolita, cuproromeïta, stetefeldtita, estibiconita, rosiaïta, zirconolita, liandratita, ingersonita i pittongita.
L'exemplar que va servir per a determinar l'espècie, el que es coneix com a material tipus, es troba conservat al Museu Nacional d'Història Natural, l'Smithsonian, situat a Washington DC (Estats Units), amb el número de registre: 145619.

## Formació i jaciments
Va ser descoberta a la pegmatita Antsakoa I, situada al camp de pegmatites de Berere, a Tsaratanàna (Regió de Betsiboka, Madagascar). També ha estat descrita a Nigèria, Egipte, Alemanya, Itàlia, Noruega i els Estats Units.